# Rowland Hill (generaal)
Rowland Hill, eerste burggraaf Rowland-Hill, baron Hill van Almaraz en Hawkestone en baron van Hardwicke Hill (Prees Hall, Shropshire, 11 augustus 1772 - bij Shrewsbury, 10 december 1842) was een Brits luitenant-generaal en een van de geallieerde aanvoerders in de Slag bij Waterloo. Rowland-Hill commandeerde het Tweede Legerkorps en werd op 27 augustus 1827 door koning Willem I tot Commandeur in de Militaire Willems-Orde benoemd.
De onverstoorbare en populaire veldheer werd door zijn soldaten "Daddy Hill" genoemd. Men zegt dat hij niet vaker dan tweemaal in zijn leven heeft gevloekt.
Rowland Hill werd in 1790 officier en vocht bij het Beleg van Toulon, in Egypte, Ierland en Hannover. Hij werd in 1805 generaal-majoor en begon in 1808 onder het commando van John Moore en later Wellington aan de verovering van het Iberisch schiereiland.

De zware verliezen die de Fransen daar werden toegebracht en de gestage opmars die de geallieerde legers in 1814 tot bij Toulouse bracht hebben, zo schrijft Presser, het rijk van Napoleon uitgeput.
In 1809 was het Hill die met zijn troepen de Douro overtrok en in de Tweede Slag om Porto de Franse maarschalk Nicolas Jean-de-Dieu Soult versloeg.
Hill vocht ook bij Corunna, Bussaco, Badajoz, Arroyo dos Molinos en Salamanca.

Als bevelhebber van een eigen legerkorps, -in 1811 commandeerde Hill 11.000 manschappen,- heeft de zeer bekwame tacticus Hill veel aan de ondergang van Napoleon bijgedragen; in 1812 greep Napoleon persoonlijk in in de strijd in Spanje. Hill trok daarop zijn legerkorps terug tot de Portugese grens. Na het vertrek van de Franse keizer heroverden Hill en Wellington het verloren terrein weer snel.
Tijdens de geallieerde overwinning in de Slag bij Vittoria op 21 juni 1813 voerde Hill het bevel over de rechterflank. Daarna overwon zijn legerkorps de Fransen in de veldslagen bij de Nivelle, de Nive, Orthez en Toulouse. Wellington zei eens "Het mooie van Hill is dat je hem altijd kan vinden", een verwijzing naar 's mans onverstoorbaarheid en moed. Hill was een generaal die vanuit de voorste gelederen het bevel voerde. Dat bracht hem in 1810 in de Slag bij Talavera in moeilijkheden. Een Fransman wist de Britse generaal vast te grijpen maar Hill rukte zich los. Bij Waterloo werd zelfs enige tijd gevreesd dat Hill in de man-tegen-mangevechten was gesneuveld.
Bij Waterloo was het Hill geweest die toen de avond viel de charge tegen de Franse Keizerlijke Garde leidde. De Fransen vluchtten van het slagveld. In de nasleep van de slag bezette Hill Noord-Frankrijk en Parijs. Hij keerde in 1818 terug naar Engeland waar hij de hertog van Wellington in 1828 opvolgde als opperbevelhebber van de strijdkrachten.

Rowland Hill ging in 1839 met pensioen.

## Militaire loopbaan
- Ensign: 31 juli 1790[2]
- Lieutenant: 27 januari 1791[3]
- Captain: 29 maart 1793[4]
- Major: 27 mei 1794[5]
- Lieutenant-colonel: 26 juli 1794[5]
- Colonel: 1 januari 1800[6]
- Brigadier: 1803
- Major-general: 2 november 1805[7]
- Lieutenant general: 30 december 1811
- General:[1]

## Onderscheidingen
- Ridder Grootkruis in de Orde van het Bad op 4 januari 1815[8]
- Lid in de Orde van het Bad op 22 februari 1812[9]
- Grootkruis in de Orde van de Welfen
- Grootkruis in de Orde van de Toren en het Zwaard op 4 mei 1812[10]
- Commandeur in de Orde van Maria Theresia op 23 september 1815[11]
- Ridder in de Orde van Sint-George op 21 augustus 1815
- Commandeur in de Militaire Willems-Orde op 27 augustus 1815[12]
- Medaille met twee gespen op 7 oktober 1813[13]